# Pelatea
Pelatea là một chi bướm đêm thuộc phân họ Olethreutinae, họ Tortricidae Tortricidae.

## Hình ảnh

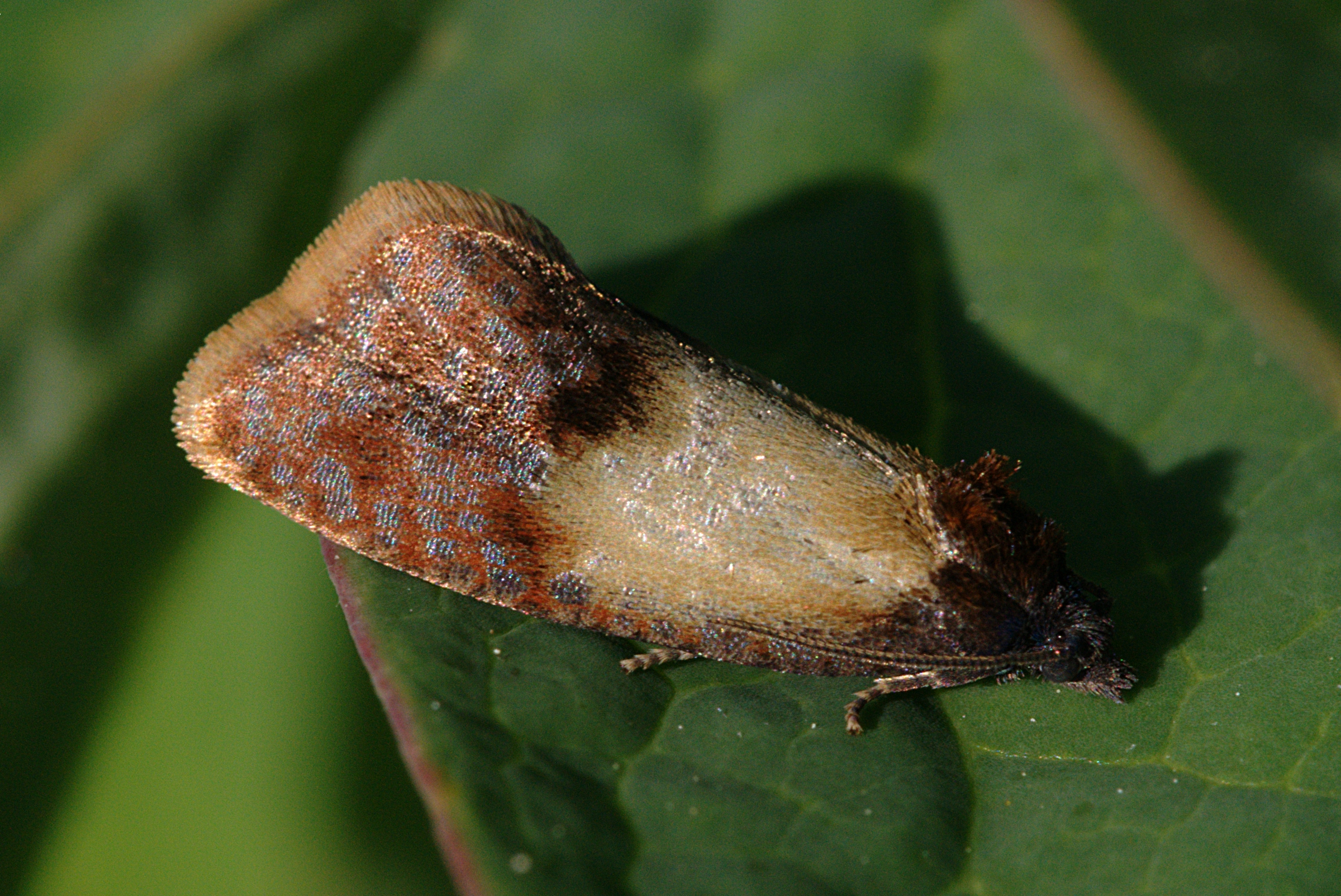
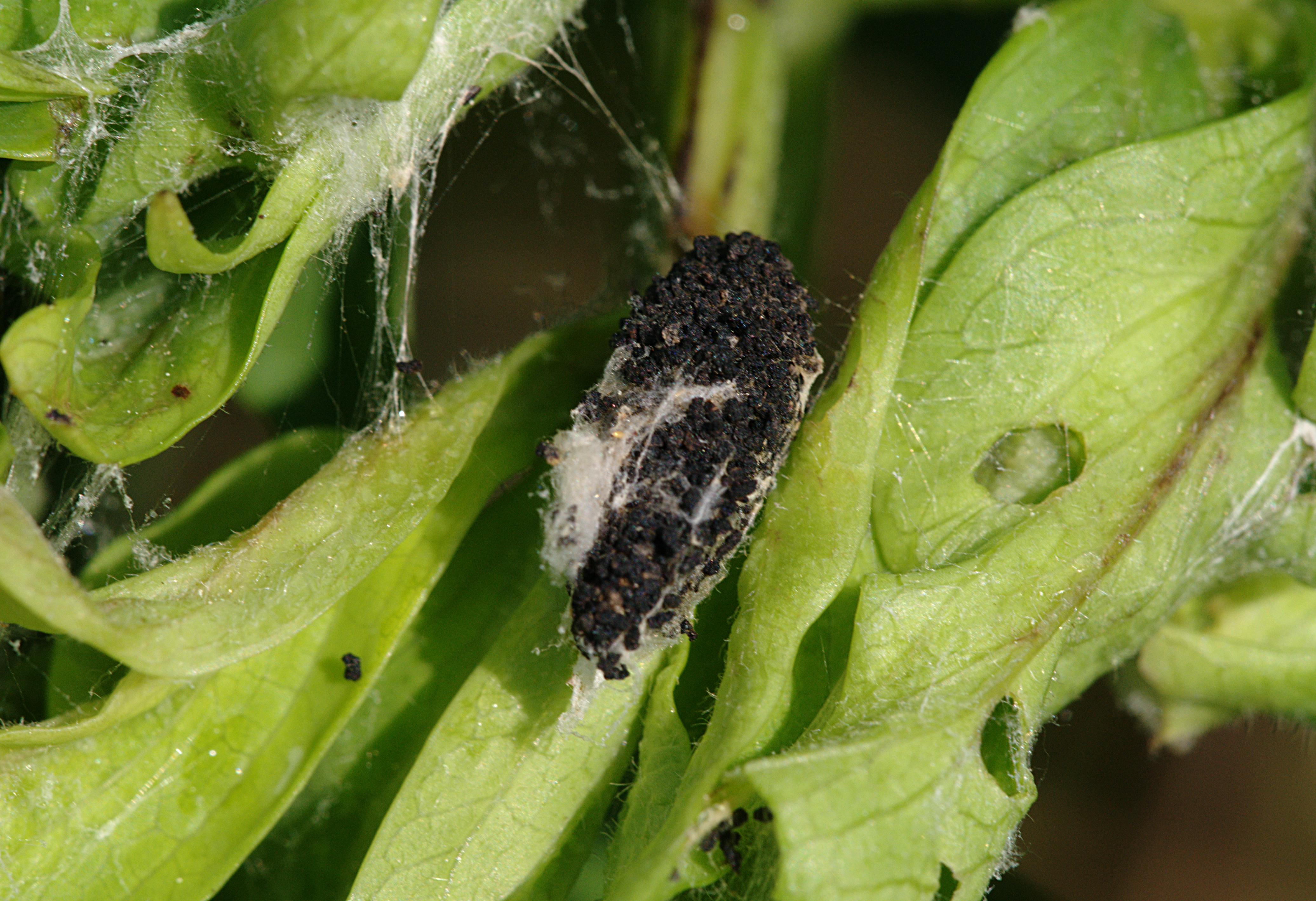
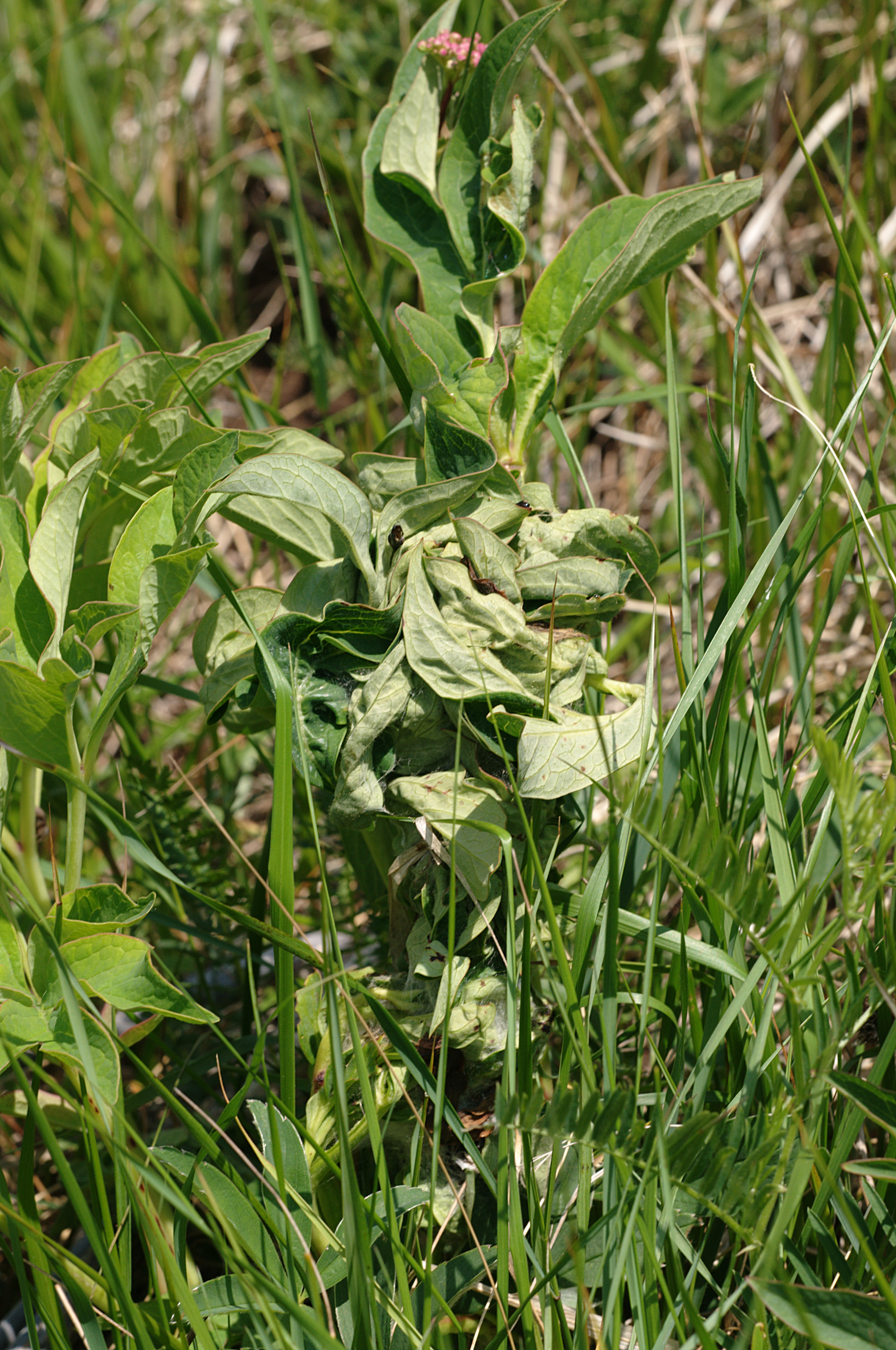

## Các loài
- Pelatea assidua (Meyrick, 1914)
- Pelatea klugiana (Freyer, 1836)